# Летоманопело
Летоманопело (итал. Lettomanoppello) је насеље у Италији у округу Пескара, региону Абруцо.
Према процени из 2011. у насељу је живело 3019 становника. Насеље се налази на надморској висини од 337 м.

## Становништво
Према резултатима пописа становништва 2011. у општини је живело 3.019 становника.
| 1931. | 1936. | 1951. | 1961. | 1971. | 1981. | 1991. | 2001. | 2011. |
| ----- | ----- | ----- | ----- | ----- | ----- | ----- | ----- | ----- |
| 2.655 | 2.819 | 3.393 | 3.507 | 3.240 | 2.803 | 3.046 | 3.090 | 3.019 |